# Piotr Antosik
Piotr Antosik (ur. 27 czerwca 1929 w Skoczykłodach, zm. 23 października 2015 w Katowicach) – polski matematyk zajmujący się ciągową teorią dystrybucji i aksjomatyczną teorią zbieżności ciągów. Związany z Uniwersytetem Śląskim w Katowicach oraz Zakładem Biomatematyki Instytutu Matematyki Polskiej Akademii Nauk.

## Życiorys
W latach 1954–1966 zatrudniony jako asystent w WSP Katowicach. Od 1966 zatrudniony w Instytucie Matematyki Polskiej Akademii Nauk, gdzie pracował kolejno w charakterze adiunkta, docenta i profesora. W 1964 doktoryzował się w Lublinie pod kierunkiem Jana Mikusińskiego na podstawie rozprawy „O funkcjach α-wymiarowo niemalejących i ich zastosowaniu w ciągowej teorii dystrybucji”. Stopień doktora habilitowanego otrzymał w IM PAN w Warszawie w 1973. 15 września 1988 został mu nadany tytuł profesora nadzwyczajnego.
Zmarł 23 października 2015 w Katowicach. Pochowany został w grobowcu rodzinnym w Skoczykłodach.